# 普雄拟小鲵
普雄拟小鲵（学名：Pseudohynobius puxiongensis）一种分布于中华人民共和国四川省南部凉山州越西县普雄镇大凉山地区的两栖动物，隶属于小鲵科拟小鲵属。
本种系根据1965年采集的标本确定的新种，最初称普雄原鲵（Protohynobius puxiongensis），并为此建立了隶属于小鲵科的原鲵亚科（Protohynobiinae）原鲵属（Protohynobius）。
2013年，有学者基于线粒体细胞色素b（cyt b）序列数据，重建了拟小鲵属的系统发育关系，表明普雄原鲵是拟小鲵属5种的姊妹分枝。故普雄原鲵应隶属拟小鲵，更名为“普雄拟小鲵”。